# Acrosathe parallela
Acrosathe parallela är en tvåvingeart som beskrevs av Lyneborg 1986. Acrosathe parallela ingår i släktet Acrosathe och familjen stilettflugor. Inga underarter finns listade i Catalogue of Life.